# 韋代亞鄉 (久爾久縣)
43°48′N 25°46′E / 43.800°N 25.767°E
韋代亞鄉（羅馬尼亞語：Vedea, Giurgiu），是羅馬尼亞的鄉份，位於該國南部，由久爾久縣負責管轄，面積81平方公里，海拔高度27米，2007年人口2,968，人口密度每平方公里37人。